# Piedra rúnica de Uppland U 871
Esta piedra rúnica está clasificada en la Rundata como U 871 y procede de Ölsta, un pueblo del condado de Uppland en Suecia; de estilo Pr4, también conocida como estilo Urnes. El estilo Urnes se caracteriza por diseños de animales estilizados y delgados entrelazados en un patrón. La cabeza de los animales se presentan siempre de perfil con largos ojos almendrados y los apéndices rizados hacia arriba, así como nariz y cuello.

## Descripción
Se cree que la piedra permaneció en su emplazamiento original hasta 1896, cerca de Eriksgata, la carretera que el rey transitaba tras su proclamación en la Piedra de Mora, para poder ser elegido entre sus súbditos. La piedra se vendió por 50 coronas suecas al fundador de Skansen, Artur Hazelius, a donde se trasladó y aún permanece hoy.
La inscripción está firmada por el maestro cantero Åsmund Kåresson, un artista activo durante la primera mitad del siglo XI en Uppland. En 1991, la autoridad sueca para runas coloreó la piedra como experimento para comprobar el grado de protección de la piedra frente al musgo y la intemperie con la esperanza que la coloración, pueda proteger la piedra en los próximos 50 años.

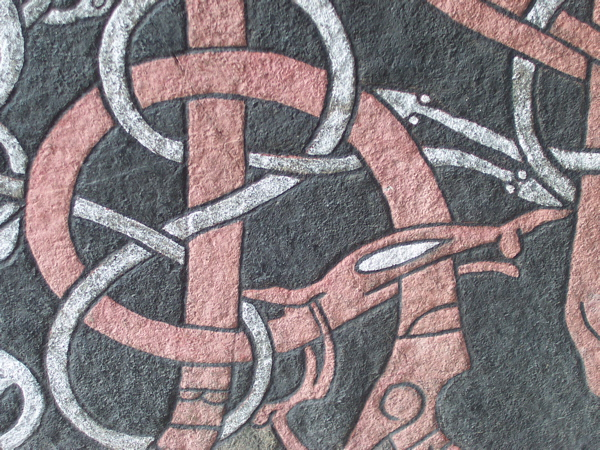
Detalle de la piedra rúnica U 871.

## Inscripción

### Transcripción
binrn ' auþulfr ' (k)unor ' hulmtis ' ---u ri-o stin þino ' iftiR ' ulf ' kinlauhaR buanta ' in osmuntr hiu

### En castellano
Björn, Ödulv, Gunnar, Holmdis erigieron esta piedra para Ulv, esposo de Ginnlögs